# Steiranisia
Steiranisia là một chi thực vật có hoa trong họ Saxifragaceae.